# Reinhold Hoppe
Reinhold Ernst Eduard Hoppe (* 18. November 1816 in Naumburg (Saale); † 9. Juni 1900 in Berlin) war ein deutscher Mathematiker.
Hoppe studierte ab 1838 in Kiel, Greifswald und Berlin und lehrte nach der Lehramtsprüfung 1842 an den Gymnasien in Greifswald, Keilhau und Schwarzburg-Rudolstadt. 1849 kam er an das Köllnische Realgymnasium in Berlin. 1850 wurde er in Halle promoviert und nach der Habilitation an der Universität Berlin 1854 war er zusätzlich Privatdozent in Berlin. 1858 ging er an das Gymnasium in Glogau, war ab 1859 Privatdozent in Berlin und ab 1871 Titularprofessor an der Universität Berlin.
Ab 1872 war er Redakteur der Zeitschrift Archiv für Mathematik und Physik. Er war Gründungsmitglied der Deutschen Mathematiker-Vereinigung. Im Jahr 1890 wurde er zum Mitglied der Leopoldina gewählt.

## Schriften
- Lehrbuch der Analytischen Geometrie, 2 Teile, Leipzig 1880, 1890
- Lehrbuch der Differentialrechnung und Reihentheorie mit strenger Begründung der Infinitesimalrechnung, Berlin 1865
- Tafeln zur dreissigstelligen logarithmischen Rechnung, Leipzig, 1876